# Playa de Torre del Mar

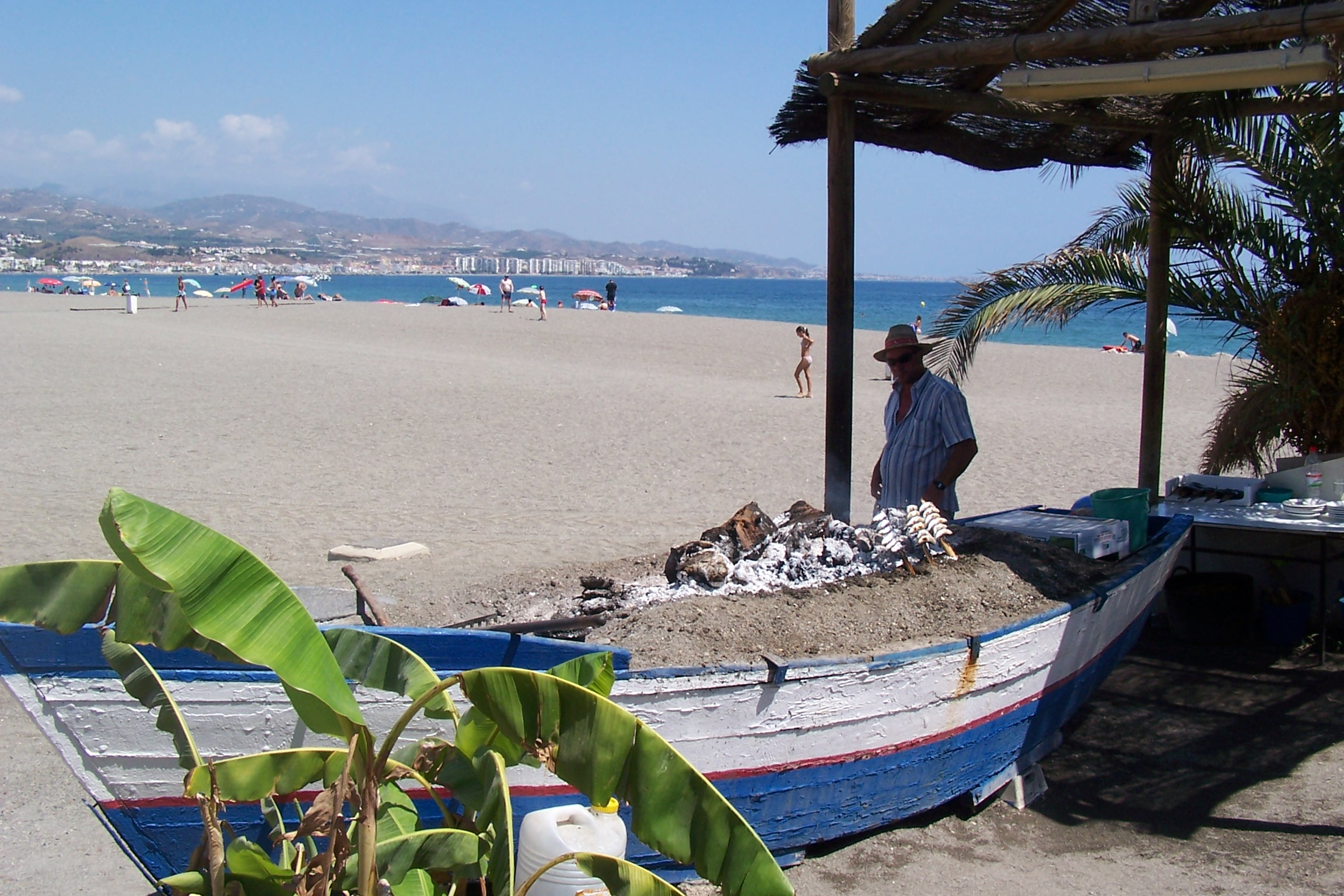
Playa de Torre del Mar.

La Playa de Torre del Mar se sitúa en la Costa del Sol de la provincia de Málaga, Andalucía, España. Se trata de una playa urbana de arena oscura y oleaje moderado situada en la localidad de Torre del Mar (Vélez-Málaga). Tiene unos 2.000 metros de longitud y unos 40 metros de anchura media y es accesible desde el paseo marítimo. Es una playa de ambiente familiar, con un nivel alto de ocupación y con los servicios propios de las playas urbanas. Además, es considerada una de las mejores playas de la Costa del Sol, ya que cuenta con la Q de Calidad Turística Española, la cual la hace aun más atractiva.